# Tomasz Ziętek
Tomasz Ziętek (ur. 28 czerwca 1989 w Inowrocławiu) – polski aktor, muzyk i gitarzysta. Członek zespołu The Fruitcakes. Solowo występuje z projektem The Ape Man Tales.

## Życiorys

### Edukacja
Absolwent I Liceum Ogólnokształcącego im. Bolesława Krzywoustego w Słupsku. W 2013 ukończył Państwowe Policealne Studium Wokalno-Aktorskie im. Danuty Baduszkowej przy Teatrze Muzycznym w Gdyni. Przez rok studiował na Akademii Teatralnej w Warszawie, z której został wyrzucony.

### Kariera

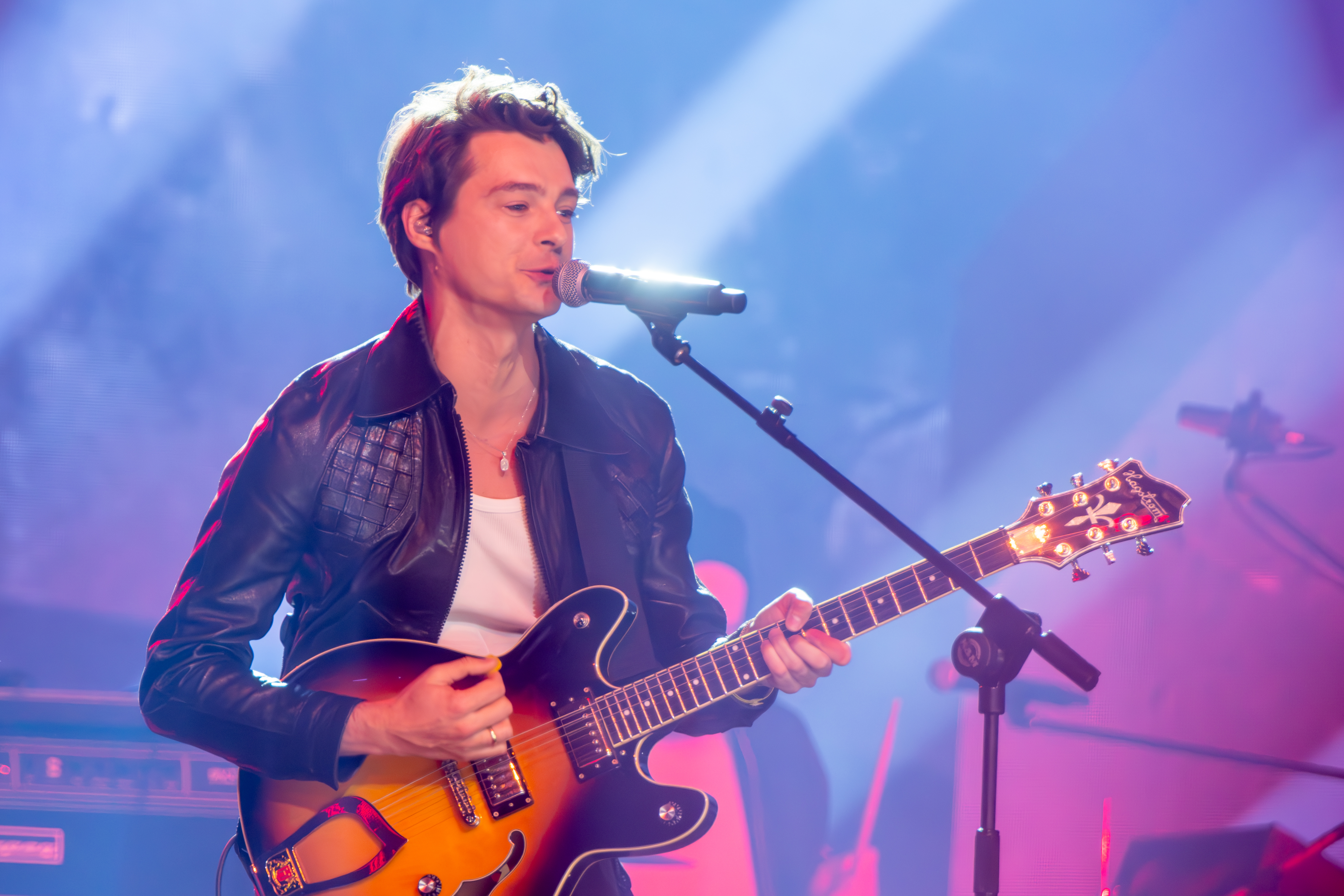
Tomasz Ziętek podczas gali Fryderyków 2024

W teatrze zadebiutował w 2005 w sztuce Betleyem polskie na deskach Nowego Teatru w Słupsku, a w filmie w 2011 rolą Zbyszka Godlewskiego w filmie Czarny czwartek. W 2014 wcielił się w Jana Bytnara „Rudego” – jednego z głównych bohaterów filmu Kamienie na szaniec. Był trzykrotnie nominowany do Polskiej Nagrody Filmowej „Orzeł” za role w filmach Cicha noc (2017), Boże Ciało (2019) i Żeby nie było śladów (2021). Za występ w filmie Hiacynt (2021) otrzymał nominację do nagrody im. Zbyszka Cybulskiego.
W 2007 razem ze swoim zespołem muzycznym zdobył Grand Prix na II Ogólnopolskim Festiwalu Młodych Talentów „Niemen Non Stop” w Słupsku. Indywidualnie otrzymał nagrodę publiczności. Od 2013 jest gitarzystą i wokalistą trójmiejskiego zespołu The Fruitcakes. Występuje również solowo z projektem The Ape Man Tales. W listopadzie 2023 wydał debiutancki solowy album studyjny pt. Some Old Songs, który promował singlami: „Your Kiss”, „C’mon” i „Some Old Gum”

### Życie prywatne
16 lipca 2022 wziął ślub z tłumaczką i producentką filmową Delfiną Kają Zdanowicz.

## Filmografia

### Filmy
| Rok  | Tytuł                 | Rola                       | Reżyseria                      | Uwagi                                            |
| ---- | --------------------- | -------------------------- | ------------------------------ | ------------------------------------------------ |
| 2010 | Tonio Kröger          | młodszy Tanio              | Aleksandra Terpińska           | etiuda szkolna                                   |
| 2011 | Czarny czwartek       | Zbigniew Godlewski         | Antoni Krauze                  |                                                  |
| 2014 | Kamienie na szaniec   | Jan Bytnar „Rudy”          | Robert Gliński                 |                                                  |
| 2014 | Polskie gówno         | członek zespołu „Księgowi” | Grzegorz Jankowski             |                                                  |
| 2014 | Upload                | Człowiek Demolka           | Miłosz Sakowski                | etiuda szkolna                                   |
| 2015 | Carte blanche         | Wojtek Madejski            | Jacek Lusiński                 |                                                  |
| 2015 | Body/Ciało            | asystent prokuratora       | Małgorzata Szumowska           |                                                  |
| 2015 | Demon                 | „Ronaldo”                  | Marcin Wrona                   |                                                  |
| 2017 | Konwój                | Feliks                     | Maciej Żak                     |                                                  |
| 2017 | Balerina              | Rudi                       | Éric Summer Éric Warin         | polski dubbing                                   |
| 2017 | Gwiazdy               | Zygfryd Szołtysik          | Jan Kidawa-Błoński             |                                                  |
| 2017 | Atak paniki           | członek kapeli             | Paweł Maślona                  |                                                  |
| 2017 | Cicha noc             | Paweł                      | Piotr Domalewski               |                                                  |
| 2018 | Kartka z Powstania    | „Pestka”                   | Tomasz Dobosz                  | film krótkometrażowy                             |
| 2018 | Jeszcze dzień życia   | Farrusco                   | Damian Nenow Raul de la Fuente | wizerunek postaci animowanej oraz polski dubbing |
| 2019 | Boże Ciało            | „Pinczer”                  | Jan Komasa                     |                                                  |
| 2020 | Żużel                 | Lowa                       | Dorota Kędzierzawska           |                                                  |
| 2020 | Jak najdalej stąd     | „Młody”                    | Piotr Domalewski               |                                                  |
| 2020 | Tarapaty 2            | Marta Karwowska            | Karol Wróblewski               |                                                  |
| 2021 | Bo we mnie jest seks  | lektor kroniki filmowej    | Katarzyna Klimkiewicz          | głos                                             |
| 2021 | Hiacynt               | Robert Mrozowski           | Piotr Domalewski               |                                                  |
| 2021 | Żeby nie było śladów  | Jurek Popiel               | Jan P. Matuszyński             |                                                  |
| 2022 | Orzeł. Ostatni patrol | Jan Grudziński             | Jacek Bławut                   |                                                  |

### Seriale
| Rok  | Tytuł                      | Rola                   | Uwagi          |
| ---- | -------------------------- | ---------------------- | -------------- |
| 2013 | Na dobre i na złe          | Jarek                  | odc. 545       |
| 2014 | Hotel 13                   | Diederich von Burghart | polski dubbing |
| 2015 | Pakt                       | dziennikarz „Kuriera”  |                |
| 2019 | Odwróceni. Ojcowie i córki | Daniel Krajewski       |                |
| 2019 | Świat w ogniu: Początki    | Tomasz                 | odc. 2–5, 7    |

## Dyskografia

### Albumy
| Rok  | Dane dot. albumu                                                                                        | Pozycja na liście |
| Rok  | Dane dot. albumu                                                                                        | POL               |
| ---- | --- | ----------------- |
| 2023 | Some Old Songs - Wydany: 29 listopada 2023 - Wytwórnia: Kayax - Format: CD, digital download, streaming | 51                |

### Single
| Rok  | Tytuł          | Album          |
| ---- | -------------- | -------------- |
| 2023 | „Your Kiss”    | Some Old Songs |
| 2023 | „C’mon”        | Some Old Songs |
| 2023 | „Some Old Gum” | Some Old Songs |

## Nagrody i nominacje
| Rok  | Nagroda                                              | Kategoria                                           | Tytułem                        | Rezultat  |
| ---- | ---------------------------------------------------- | --------------------------------------------------- | ------------------------------ | --------- |
| 2018 | Orzeł 2017                                           | Najlepsza drugoplanowa rola męska                   | Cicha noc                      | Nominacja |
| 2018 | Nagroda im. Piotra Łazarkiewicza dla Młodego Talentu |                                                     | Kamienie na szaniec, Cicha noc | Wygrana   |
| 2020 | Orzeł 2019                                           | Najlepsza drugoplanowa rola męska                   | Boże Ciało                     | Nominacja |
| 2021 | Nagroda magazynu „Vogue Polska”                      | Osobowość 46. Festiwalu Polskich Filmów Fabularnych | Żeby nie było śladów, Hiacynt  | Wygrana   |
| 2021 | Nagroda im. Zbyszka Cybulskiego                      |                                                     | Hiacynt                        | Nominacja |
| 2022 | Wiktor 2021                                          | Aktor roku                                          |                                | Nominacja |
| 2022 | Orzeł 2021                                           | Najlepsza główna rola męska                         | Żeby nie było śladów           | Nominacja |
| 2024 | Fryderyk 2024                                        | Album roku piosenka poetycka i literacka            | Some Old Songs                 | Nominacja |